# Kopalnia Węgla Kamiennego Łagiewniki
Kopalnia Węgla Kamiennego Łagiewniki (Florentyna , niem. Florentine, Florentinengrube) – kopalnia węgla kamiennego, która istniała jako samodzielna jednostka od około 1822 roku do 1 lipca 1971 roku. Znajdowała się w Łagiewnikach i częściowo w Rozbarku, dzielnicach Bytomia.
1 lipca 1971 roku włączona do kopalni Rozbark, która z kolei została zlikwidowana w 31 lipca 2004 roku .
Obszar górniczy kopalni po konsolidacji wynosił 3,95 km² i obejmował poza obszarami leśnymi również filar łagiewnicki.

## Historia

### Od powstania kopalni do 1914 roku

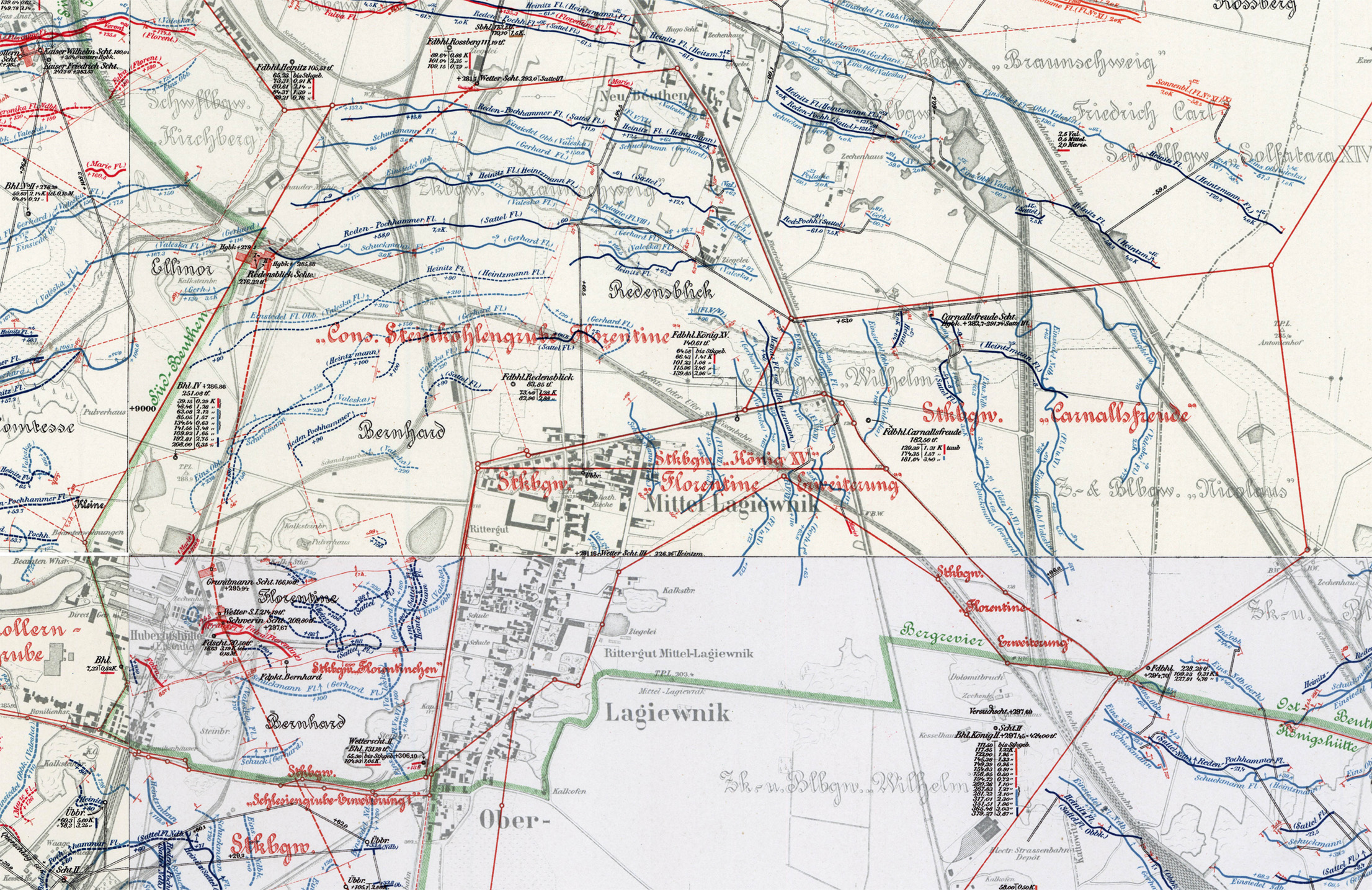
Mapa pól górniczych kopalni z około 1901 roku

Na początku XIX wieku Żyd Salomon Isaac, sprowadzony na Górny Śląsk przez Friedricha Wilhelma von Redena odkrył duże złoża węgla m.in. w okolicach Łagiewnik .
Pierwsze wiercenia poszukiwawcze na terenie późniejszej kopalni Łagiewniki miały miejsce ok. 1815 roku. Obok węgla natrafiono również na występowanie galeny .
W 1820 zbudowano szyb Schwerin (miał około 38 m głębokości), który znajdował się na terenie huty żelaza Hubertus . Kopalnia powstała już w 1822 roku pod nazwą Florentine i była własnością rodu von Donnersmarcków. Nadanie pierwszych pól górniczych Florentine nastąpiło 21 grudnia 1824 roku, co uznaje się za oficjalną datę rozpoczęcia działania kopalni z racji usankcjonowania statusu prawnego. Wielkość pól sięgała 2 108 322 m². Do 1825 wydrążono szyby: Leonard, Hoffnung, Detlev, Schalscha, Waldemar. Węgiel początkowo wydobywano z niemal poziomych pokładów: Florentyna, Franciszek, Maria i Valesca. Dwa ostatnie pokłady były obsługiwane przez wyciąg parowy głębokim na około 77 m szybem Schalscha.

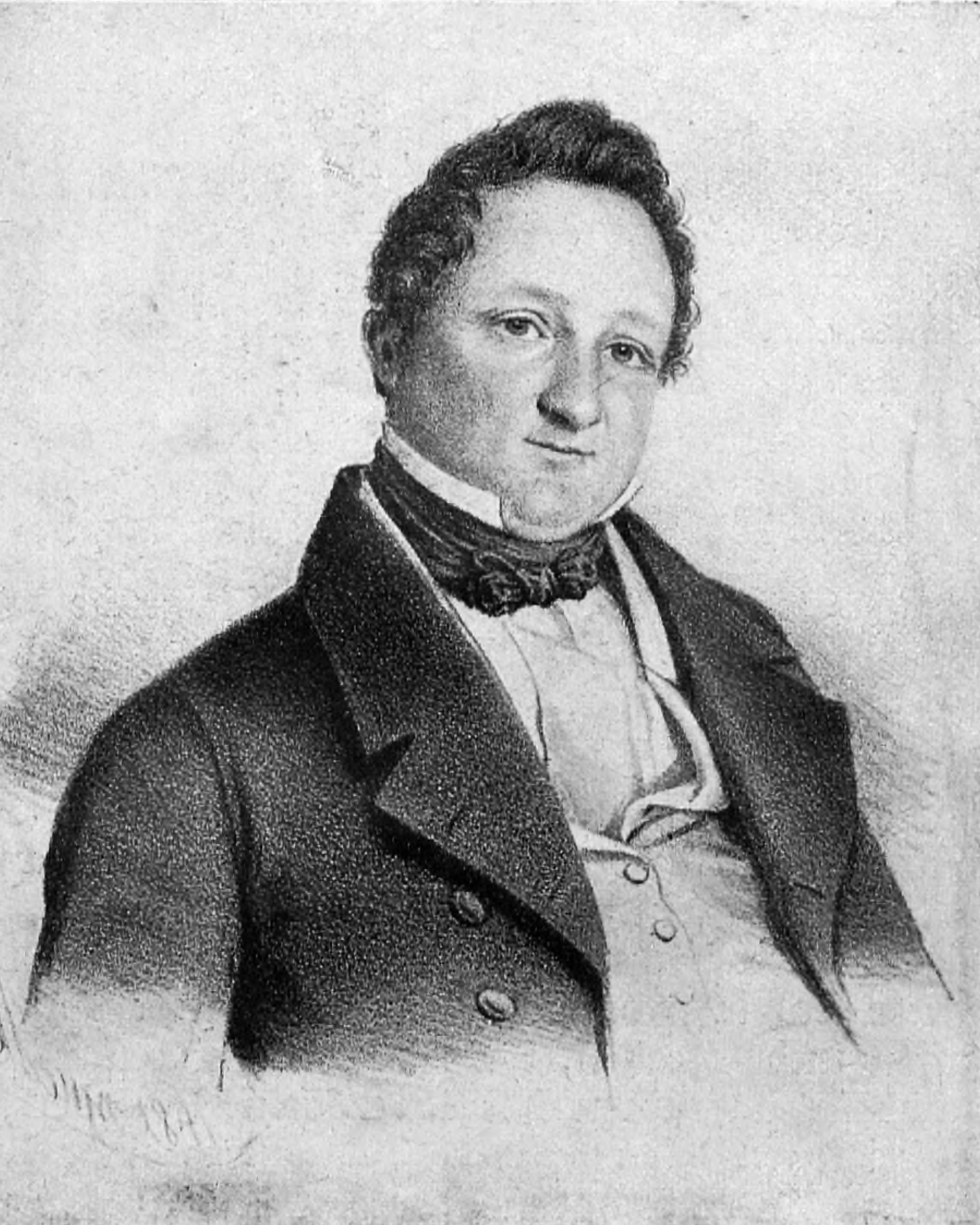
Franz von Winckler, drugi właściciel kopalni

Po Donnersmarckach zakład przejął Franz von Winckler i jego żona Maria; była to wówczas największa i najwydajniejsza kopalnia należąca do von Wincklerów. Inwestycje poczynione w tym czasie to wydrążenie otworu wiertniczego przy szybie Schwerin sięgającego warstw siodłowych w 1837 roku oraz wykonanie otworu wiertniczego do poziomu 230 m w 1847 roku.
Wzmożenie działań górniczych nastąpiło po nadaniu kolejnych pól górniczych Bernhard 28 grudnia 1841 roku i 11 stycznia 1842 roku, mających łączną powierzchnię 187 963 m² i pola Redensblick na terenie tzw. dóbr Rycerskich, nadanego 1 grudnia 1855 roku, mającego powierzchnię 157693 m². Kolejne wiercenia wykazały obecność 11 pokładów węglowych na polu Redensblick. W południowej części przygotowano kolejne nowe głębokie poziomy, co przyczyniło się do pogłębienia szybu Grundmann do głębokości ok. 87 m. W latach 1844, 1855, 1857 i 1865 wykonano kilka szybów wentylacyjnych do pokładu Valesca.
Odwadnianie kopalni wykonywano przy pomocy parowego kunsztu wodnego – od 1838 roku zastosowano do odwadniania maszynę wysokociśnieniową, wówczas jedną z dwóch tego typu na całym Śląsku. Urobek trafiał kolejką konną głównie do pobliskiej huty żelaza Hubertus oraz huty cynku Marienwunsch. Wydobycie w 1859 roku wynosiło ponad 52 tys. ton, przy załodze liczącej 329 osób .
14 lutego 1870 za sprawą zezwolenia Wyższego Urzędu Górniczego we Wrocławiu nastąpiło połączenie nadanych wcześniej pól górniczych Florentyna, Bernhard i Redensblick. W 1870 roku rozpoznano również złoże dobrej jakości węgla koksowego. Eksploatację pokładu węgla koksowego i gazowego rozpoczęto w 1873 roku.
Wykres wielkości wydobycia węgla kamiennego w latach 1830–1890 (w tysiącach ton)  [1830]  [1859] [1870-1890]:
Połączona kopalnia otrzymała nowe pola górnicze: König XV (nadane 24 lutego 1875 roku, o powierzchni 119167 m²), wydzierżawione od kopalni „Paulus-Hohenzollern” pole Florentinchen (nadane 4 września 1891 roku), należące wcześniej do kopalni „Król” pole Florentine-Erweiterung (nadane 14 września 1899 roku, o powierzchni 459 979 m²) oraz Friede (nadane w 1903 roku). Obszar górniczy ok. 1936 roku wynosił 6 472 781 m².
W 1881 miał miejsce pożar na kopalni, który wyrządził poważne szkody i odbił się znacząco na wielkości wydobycia.
W 1889 nastąpił spadek wydobycia w wyniku kolejnego dużego pożaru.
Dynamiczny wzrost produkcji na przełomie XIX i XX wieku wiąże się ze zmianą właściciela kopalni na Katowicką Spółkę Akcyjną dla Górnictwa i Hutnictwa (Kattowitzer A.G. für Bergbau- und Eisenhüttenbetrieb, Koncern Wollheim ), którą utworzył zięć Franza, Hubert von Tiele-Winckler.
Scalenie wcześniej odstąpionych pól nastąpiło 12 lutego 1912 pod nazwą Florentine.
Wykres wielkości wydobycia węgla kamiennego w latach 1891–1914 (w tysiącach ton):
Kolejne istotne inwestycje to drążenie szybu Carnall w latach 1893–1896 do poziomu 220 m na polu Carnall nadanym 20 maja 1857 roku, mającym powierzchnię 1 033 127 m² (obecnie os. Arki Bożka w Bytomiu). W 1903 roku nastąpiło pogłębienie tegoż szybu Carnall do głębokości 320 m.

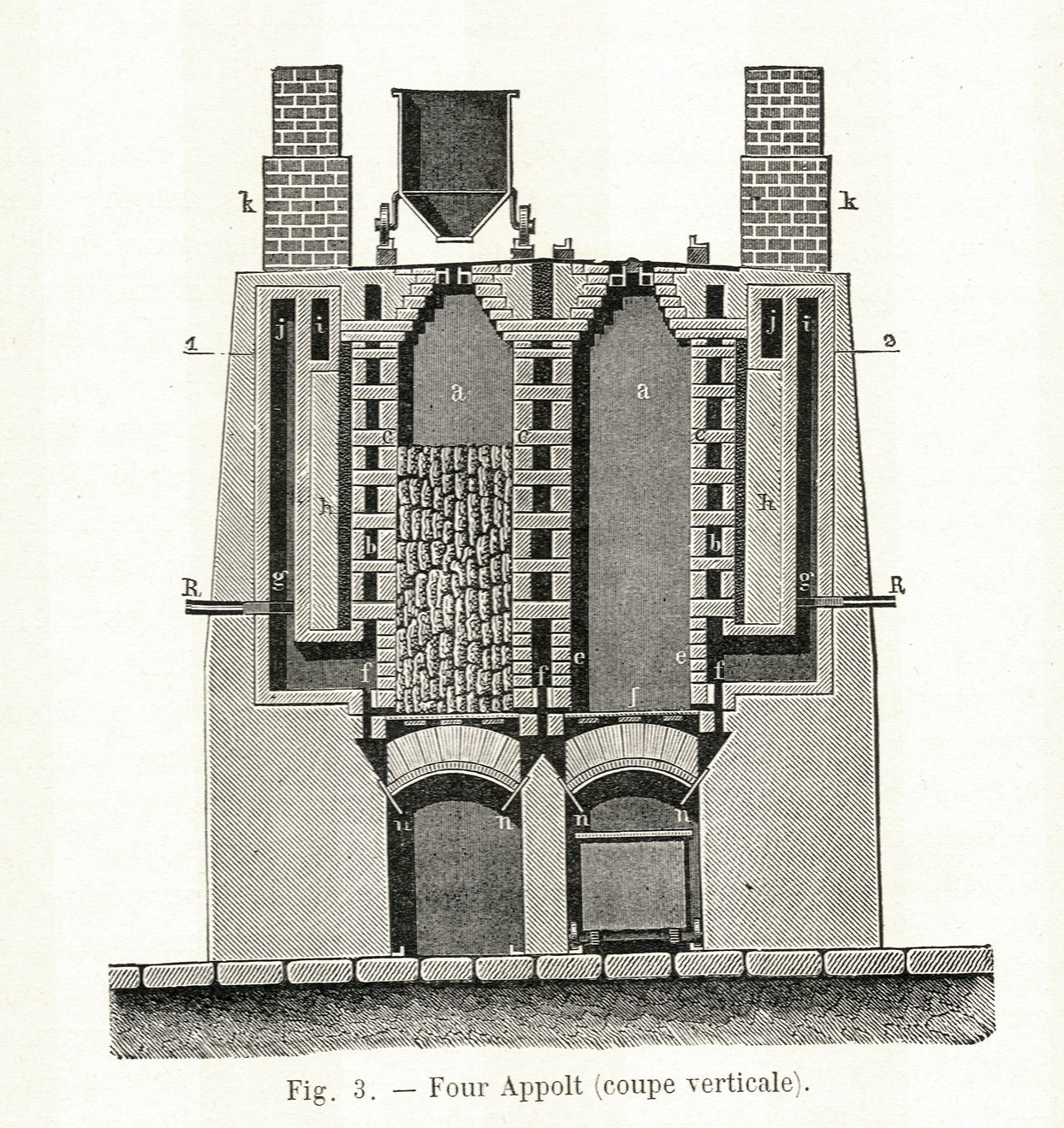
Przekrój pieca typu Appolta wykorzystywanego w kopalnianej koksowni, grafika z 1895 roku

W 1894 zastosowano ruszt Karropa do sortowania węgla, w tym czasie system ten był wykorzystany tylko w kopalni Mysłowice i kopalni Florentine.
W latach 1899–1901 wydrążono szyb Reden I do poziomu 320 m i otwór doświadczalny w szybie Reden.
W latach 1899–1902 wydrążono wentylacyjny II, w 1903 wykonano szyb Reden II do poziomu 330 m, jak również szyb podsadzkowy Hubertus I. Rok później oddano do użytku szyb Hubertus II.
Na początku XX wieku zaczęto stosować podsadzkę płynną, ze względu na wysokie koszty jedynie w grubych pokładach.
W 1907 szyby Reden II i Carnall zostały połączone przekopem o długości ok. 1,5 km.

Kopalnia Florentine, Szyby Rycerskie (Redensblick) I i II, fot. ok. 1910 r.

W 1911 szyb Schwerin został pogłębiony z poziomu 270 do 296 m. Rok później wykonano przekop z poziomie 296 m z tegoż szybu do pola Friede.
Odkrycie złóż węgla koksowego z grupy 500 w 1870 roku przyczyniło się do założenia przykopalnianej koksowni, którą wyposażono w 14 pieców systemu Appolta. Jej produkcja w latach 1900–1901 to: 63 562 ton koksu, 4881 ton smoły i 32 137 ton wody amoniakalnej.
Zatrudnienie na kopalni w 1900 wynosiło 1955 robotników, na wyposażeniu znajdowały się 34 maszyny parowe i 165 koni. W 1911 roku zatrudnienie wyniosło 2052 osoby.

### Czasy I wojny światowej
W okresie I wojny światowej na pracę kopalni wpłynęła mobilizacja pracowników na front, co miało decydujący wpływ na wielkość wydobycia.
Wykres wielkości wydobycia węgla kamiennego w latach 1914–1918 (w tysiącach ton):

### Okres międzywojenny

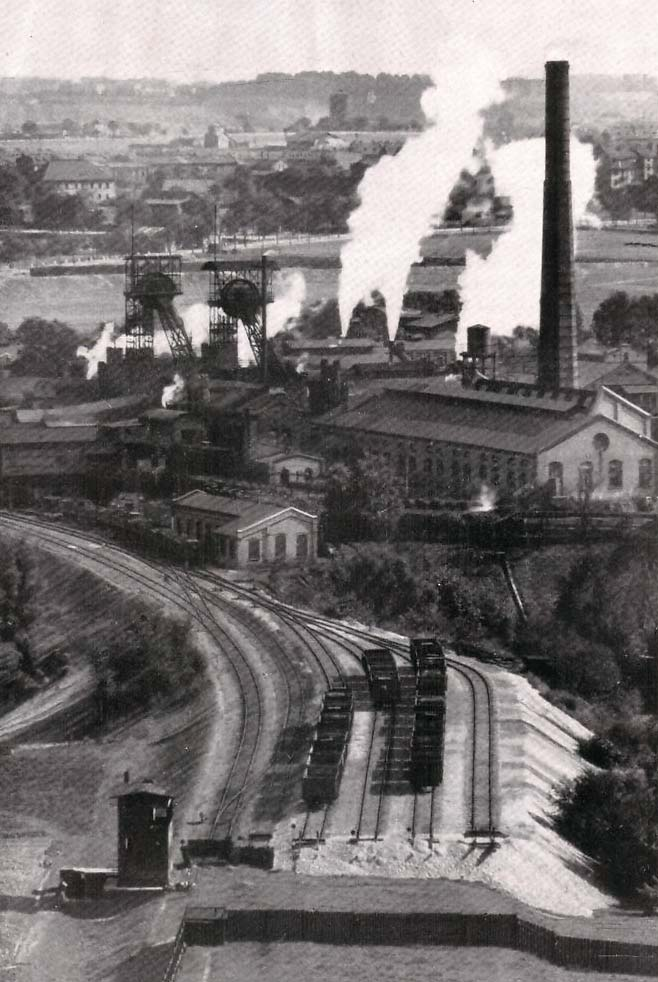
Kopalnia Łagiewniki, pocztówka z 1938 roku. Widoczne szyby Rycerskie I i II, u dołu z lewej nastawnia Kolei Prawego Brzegu Odry

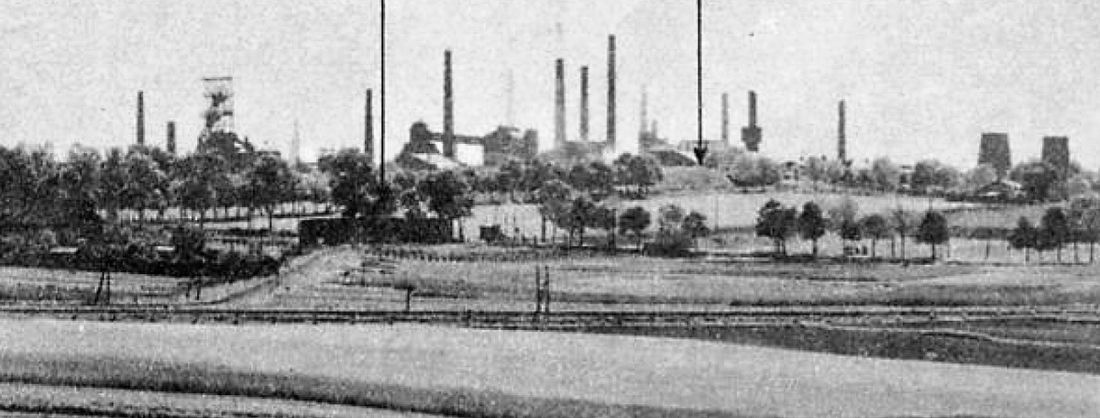
Wieża wyciągowa szybu Schwerin oraz zabudowania koksowni i huty Zygmunt

Przewroty polityczne w Europie zachodniej znalazły swe odbicie w formowaniu się ruchu robotniczego wśród górników. Na wiosnę 1918 roku załoga urządziła jednodniowy strajk – domagano się lepszych warunków pracy i poprawy zaopatrzenia w żywność. Decyzją dyrekcji, na skutek protestu postanowiono przyznawać robotnikom racje słoniny i tytoniu. Pracownicy po wojnie formowali się w różne stowarzyszenia: Centralny Związek Górników, Zjednoczenie Narodowe Polskie, Wolne Związki Zawodowe, Bergarbeiter Verband Union.
W czasie I powstania śląskiego górnicy uformowali czterdziestoośmioosobowy oddział Polskiej Organizacji Wojskowej pod dowództwem Feliksa Szklorza, który pokonał silniejszą dwukrotnie kompanię Reichswehry. Ostatecznie jednak Łagiewniki zostały brutalnie spacyfikowane.
Podczas III powstania śląskiego pododdziały baonu J. Ziarnka z pułku zabrskiego Pawła Cymsa zdobyły Łagiewniki 3 maja 1921 roku. Polacy rozbroili kompanię Heimwehry, stacjonującą w dawnej kopalnianej sypialni. Granica państwa przebiegała jednak poprzez eksploatowane przez kopalnię pola z nadań górniczych. Około 75% powierzchni znalazło się na terenie Polski, pozostała część należała nadal do Niemiec.
Na mocy konwencji genewskiej podpisano umowę, na mocy której Polska przejęła część kopalnianych terenów niemieckich.
Kopalnia Florentine jednak została podzielona na dwie części:
- skonsolidowana kopalnia „Florentyna A” – w Rzeszy, o powierzchni 467 191 m² – pola górnicze dzierżawione od kopalni „Heinitz”, na mocy umów z 26 sierpnia i 14 grudnia 1907 roku,
- skonsolidowana kopalnia „Florentyna B” – w Polsce, o powierzchni 1 73 042 m²[29].

Do Polski należały także pola górnicze Carnall (1 022 128 m²), Florentyna (7440 m²), Przedłużenie Florentyny(4599790m²), König XV(119 167 m²) i Friede (114 409 m²) o łącznej powierzchni 5 873 934 m².
W 1922 roku nazwę spolszczono na Florentyna . 15 września 1936 roku kopalnia i koksownia zmieniły nazwy na Łagiewniki, zgodnie z zaleceniami Unii Polskiego Przemysłu Górniczo-Hutniczego. Spolszczeniu uległy również nazwy szybów.
Zmiany nazw szybów:

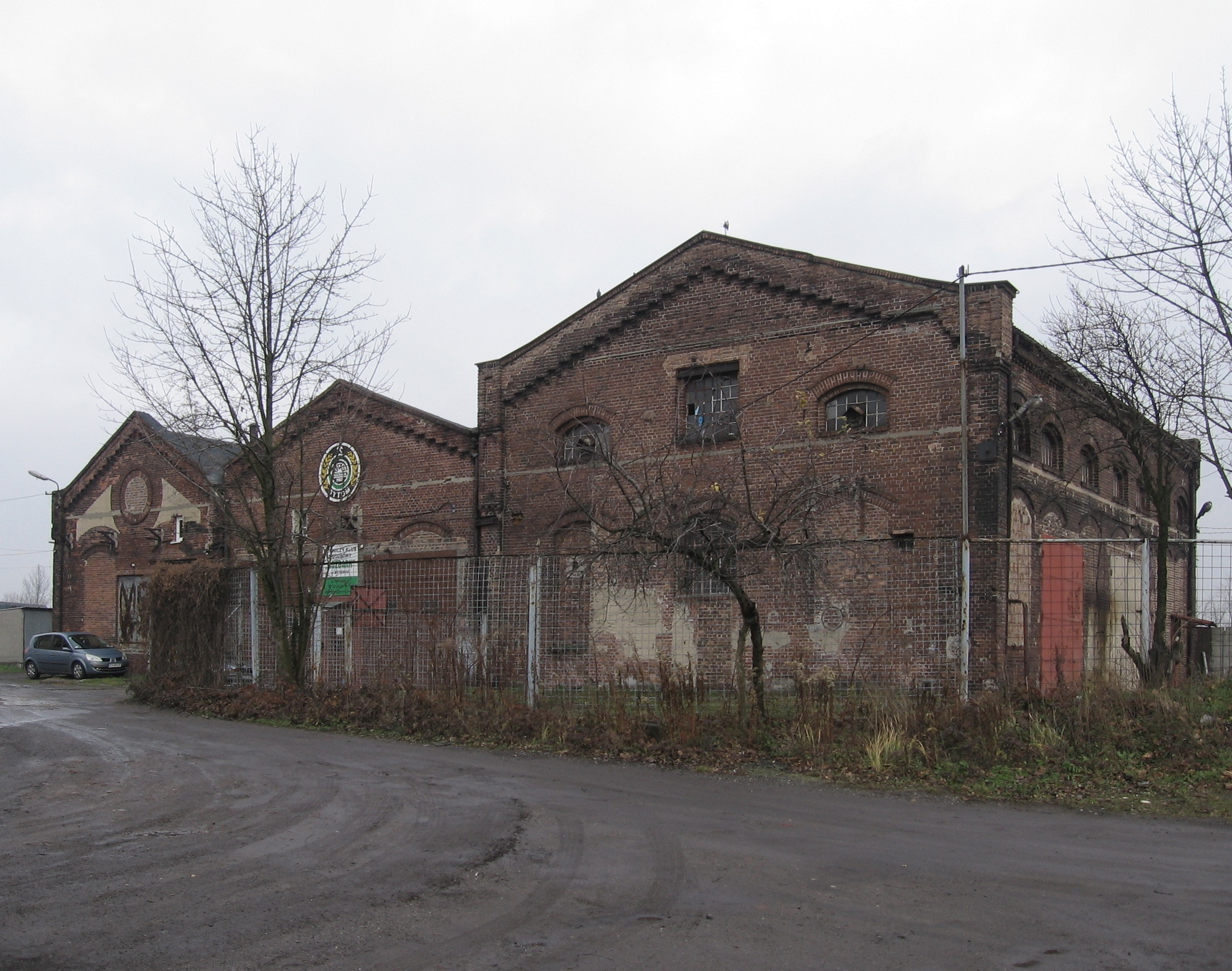
Zabudowania w pobliżu dawnego szybu Carnallsfreunde (Karola Miarki) w 2017 roku, obecnie osiedle Arki Bożka

- Redensblick I i II – Rycerski I i II (Rycerz I i II[31])
- Carnallsfreunde (Carnall) – Karola Miarki[31]
- Grundmann – Ks. Damrota
- Schwerin – Drzymały[31]

Po włączeniu Łagiewnik do Polski kopalnia nadal należała do Katowickiej Spółki Akcyjnej dla Górnictwa i Hutnictwa.
W 1932 roku Pole Północne kopalni Hrabina Laura zostało przekazane czasowo kopalni do eksploatacji; szyb Drzymały był nieczynny w 1936 roku, co doprowadziło do zwolnień kilkudziesięciu pracowników. 
W czasie międzywojnia praca kopalni była zorganizowana wokół trzech jednostek. Był to: rejon szybu Karola Miarki (obecnie os. Arki Bożka), rejon Szybów Rycerskich (okolice ul. Szyby Rycerskie), rejon szybu Drzymały (okolice Huty Zygmunt). Wszystkie wymienione szyby były zaopatrzone w parowe maszyny wyciągowe. Na poziomie 30 m szybu „Drzymały” użytkowano także do rozpędzania lokomotywę elektryczną.
Odwadnianie kopalni prowadzono za pomocą pomp elektrycznych, a wypompowaną wodę przeznaczano do picia i kopalnianych łaźni znajdujących się przy szybach Karola Miarki i szybach Rycerskich.
Wydobywany wówczas węgiel z pokładów o dużej miąższości (2,5–9 m) charakteryzował się wysoką kalorycznością (ponad 7000 cal.) i wytrzymałością, dzięki czemu znaczna część urobku była przeznaczana na eksport. W tym czasie kopalnia miała normalnotorowe towarowe połączenie kolejowe oraz dworzec kopalniany Redensblick-schacht .
W okresie międzywojennym prowadzono eksploatację pokładów już wcześniej do niej przygotowanych, nie przewidywano dalszej rozbudowy, z uwagi na czynniki ekonomiczne, jak i warunki geologiczne. KWK Łagiewniki w tym czasie była kopalnią średniej wielkości – zatrudniała około 1500 pracowników.
W 1930 roku przy kopalni powstał Chór Męski im. I. Paderewskiego .
Co najmniej od 1936 roku kopalnia należała do Wspólnoty Interesów Górniczo-Hutniczych .
Wykres wielkości wydobycia węgla kamiennego w latach 1919–1939 (w tysiącach ton)(w tys. ton):
Górnicy kopalni Łagiewniki w latach międzywojennych brali udział w strajkach ekonomicznych i politycznych, strajkującym przewodzili komuniści z Komunistycznej Partii Polski. Największy strajk miał miejsce w 1936 roku – był zorganizowany przeciwko obniżce wynagrodzeń, trwał 7 dni i zakończył się sukcesem – dyrekcja zrezygnowała z obniżek. Ostatnią komunistyczną manifestacją przed wojną było świętowanie 1 maja 1939 roku.

### Czasy II wojny światowej
Początkowo, we wrześniu 1939 roku udało się rozbić grupę Freikorpsu, która opanowała zakład; 30. członków grupy zostało zabitych, a reszta wzięta do niewoli. Kopalnia została jednak zajęta i włączona do III Rzeszy jeszcze w tym samym roku, czemu towarzyszyło przywrócenie starej nazwy Florentine.
Od 1941 roku kopalnia należała do Berg- und Hüttenwers-Gesellschaft Karwin-Trzynietz A.G., filii państwowego koncernu Berghütte .
Nazistowska polityka dążyła do maksymalnego wykorzystania złóż na potrzeby wojenne, co osiągano poprzez wydłużanie czasu pracy, fedrowanie w niedzielę i święta, zwiększenie liczby pracowników (z 1116 osób w 1939 roku do 2123 w 1940 roku), zatrudnienie robotników przymusowych, jeńców radzieckich i Żydów, przy jednoczesnym prowadzeniu rabunkowego wydobycia i braku inwestycji. Niewielki spadek zatrudnienia miał miejsce w 1943 w wyniku rekrutacji części załogi do Wehrmachtu, który jednak nie przełożył się na zmniejszenie rocznego wydobycia.
Wykres wielkości wydobycia węgla kamiennego w latach 1939–1944 (w tysiącach ton):

### Od 1945 do 1971 roku
Wojska radzieckie wkroczyły do Łagiewnik 28 stycznia 1945 roku, co było równoznaczne z wyzwoleniem kopalni spod okupacji niemieckiej. Powołano Komitet Obywatelski, górnicy podjęli niezbędne działania: ratowanie kopalni przed zatopieniem, gaszenie pożaru na poziomie 320 m w rejonie szybu Karola Miarki, gaszenie płonących zwałów w pobliżu szybów Rycerskich. Powrócono także do dawnej nazwy Łagiewniki.
Przy kopalni od 1945 roku istniał obóz pracy przymusowej dla więźniów, internowanych i jeńców. Składał się z trzech baraków. Pod koniec listopada 1945 roku przebywało w nim przeszło 300 osób. Obóz został zlikwidowany w 1949 roku.

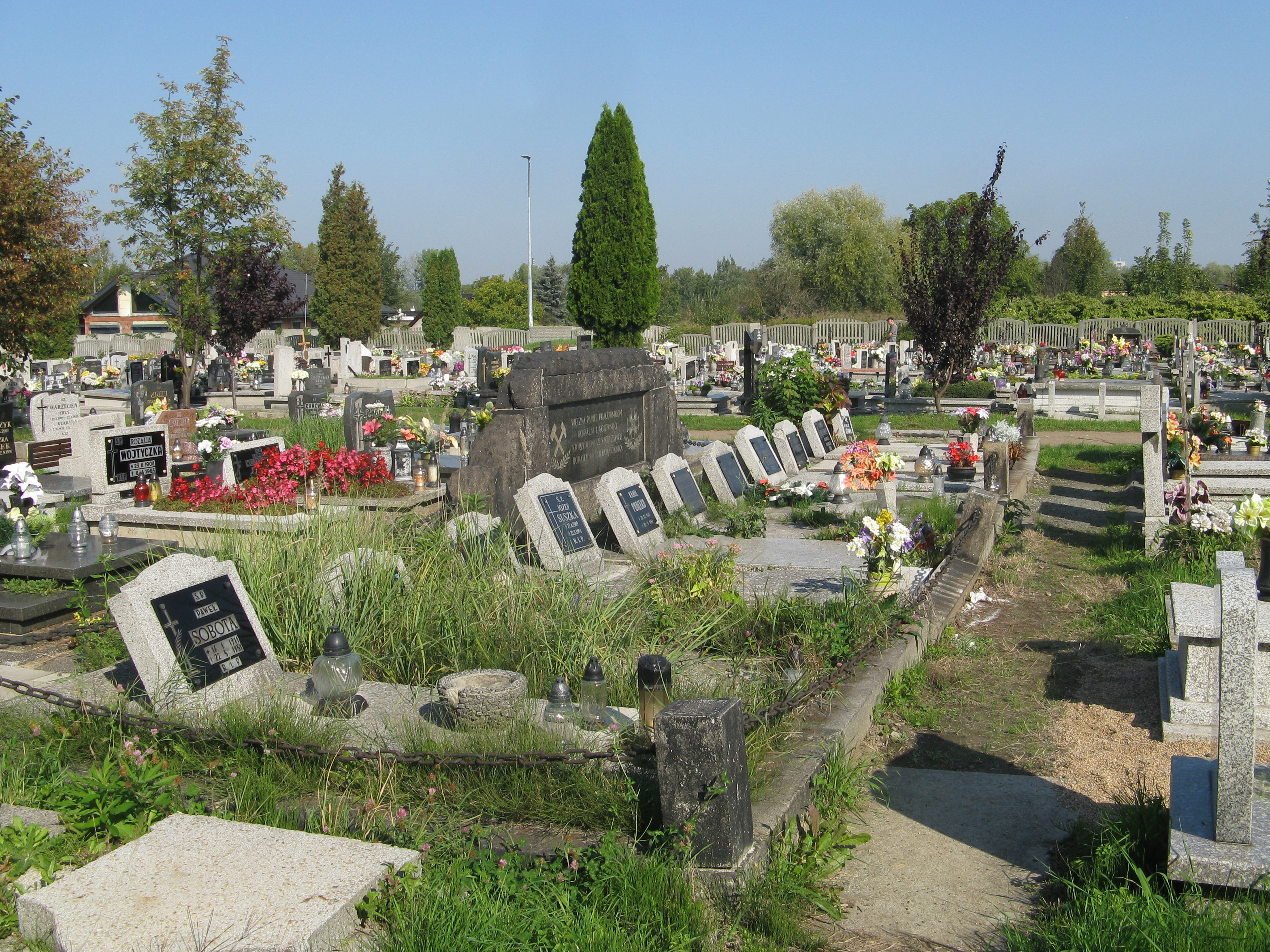
Zbiorowy grób ofiar katastrofy z 22 maja 1951 roku na cmentarzu w Bytomiu-Łagiewnikach (2018)

22 maja 1951 roku miał miejsce pożar w komorze narzędziowej szybu Rycerskiego, który spowodował śmierć 19 górników  . Od 1945 roku kopalnia należała do Bytomskiego Zjednoczenia Przemysłu Węglowego .
Od ok. 1946 do 1949 roku przy kopalni powstał Obóz Pracy Rudzkiego Zjednoczenia Przemysłu Węglowego, w sierpniu 1946 znajdowało się w nim 318 więźniów, w tym 227 wykorzystywanych do pracy pod ziemią. W obozie zmarło od 8 do 30 osób, które  pochowano na cmentarzu w Łagiewnikach .
W latach 50. przy kopalni działały koszary, gdyż niektórzy poborowi, podczas służby wojskowej, byli wówczas kierowani do pracy dołowej w kopalni.
Powojenne unowocześnienia to: wprowadzenie kombajnów ścianowych, zastąpienie rynien potrząsalnych pancernymi przenośnikami zgrzebłowymi i taśmociągami, wybudowanie płuczki osadzarkowej w miejsce taśm przebierczych (eliminowanie skały płonnej), obsługiwanych dotychczas ręcznie przez kobiety.
Powyższe innowacje i powiększenie obszaru eksploatacji o pola kopalni Rozbark doprowadziły do stopniowego zwiększenia wydobycia po 1956 roku, kiedy to zakończono eksploatację najbogatszych pokładów.
Rozpoczęto w związku z tym eksploatację filara ochronnego Łagiewnik, w celu zminimalizowania szkód górniczych zastosowano podsadzkę płynną ze zbiornika przy szybie Marta (obecnie ul. Adamka).
Zatrudnienie w kopalni po systematycznie wzrastało od 1955 roku, kiedy to wyniosło ogółem 2013 osób. W 1960 roku wzrosło do 2425 pracowników, a w 1970 roku wyniosło 2680 osób.
Dalsze prace inwestycyjne to: pogłębienie szybu Rycerskiego I i szybu Karola Miarki do poziomu 470 m i wymiana maszyn wyciągowych, dzięki czemu było możliwe wybranie cienkich pokładów, wcześniej uznanych za nieprzydatne do wydobycia. Inwestycje te doprowadziły do zwiększenia długości frontu eksploatacyjnego w ścianach oraz zmniejszenia długości frontu w zabierkach.
Wykonano również nowy szyb wentylacyjny Karola Miarki II (Nowy-Karola Miarki), w celu przewietrzania pokładów w partii kopalni Rozbark, a także uruchomiono szybik 21, którym udostępniono pokłady 615 i 620 na poziomie 590 m. Wykonano także dwa przekopy: główny na poziomie 320 m oraz wentylacyjno-rurowy na poziomie 160 m.
W 1963 roku zostały przyłączone pokłady 412 a/b i 416 a/b, stanowiące filar Zakładów Górniczo-Hutniczych „Orzeł Biały”, których zasoby oceniono na 7,2 mln t.
Wykres wielkości wydobycia węgla kamiennego w latach 1945–1970 (w tysiącach ton):
1 lipca 1971 roku nastąpiła konsolidacja kopalni Łagiewniki z kopalnią Rozbark w jedną kopalnię o nazwie Rozbark na mocy uchwały Ministerstwa Górnictwa i Energetyki . Górnicy z dawnej KWK Łagiewniki mieli być transportowani dołem do pracy w wyrobiskach w rejonie szybu Lompy w KWK Rozbark, co było motywowane również przewidywanym zakończeniem wydobycia w rejonie Łagiewnik w 1973. Połączenie obu kopalń było podyktowane względami ekonomicznymi, kopalnia Łagiewniki w dużym stopniu wyeksploatowała nadane jej złoża, już w czasach okupacji hitlerowskiej została uznana za nierentowną i przeznaczono ją do likwidacji. Poniesione koszty przy pracach modernizacyjnych nie doprowadziły do oczekiwanych wyników ekonomicznych, a deficyt finansowy kopalni coraz bardziej powiększał się. Połączenie kopalń sprowadzało się do zmniejszenia nakładów inwestycyjnych na dawną kopalnię Łagiewniki i wykorzystanie jej załogi do pracy na terenie kopalni Rozbark.

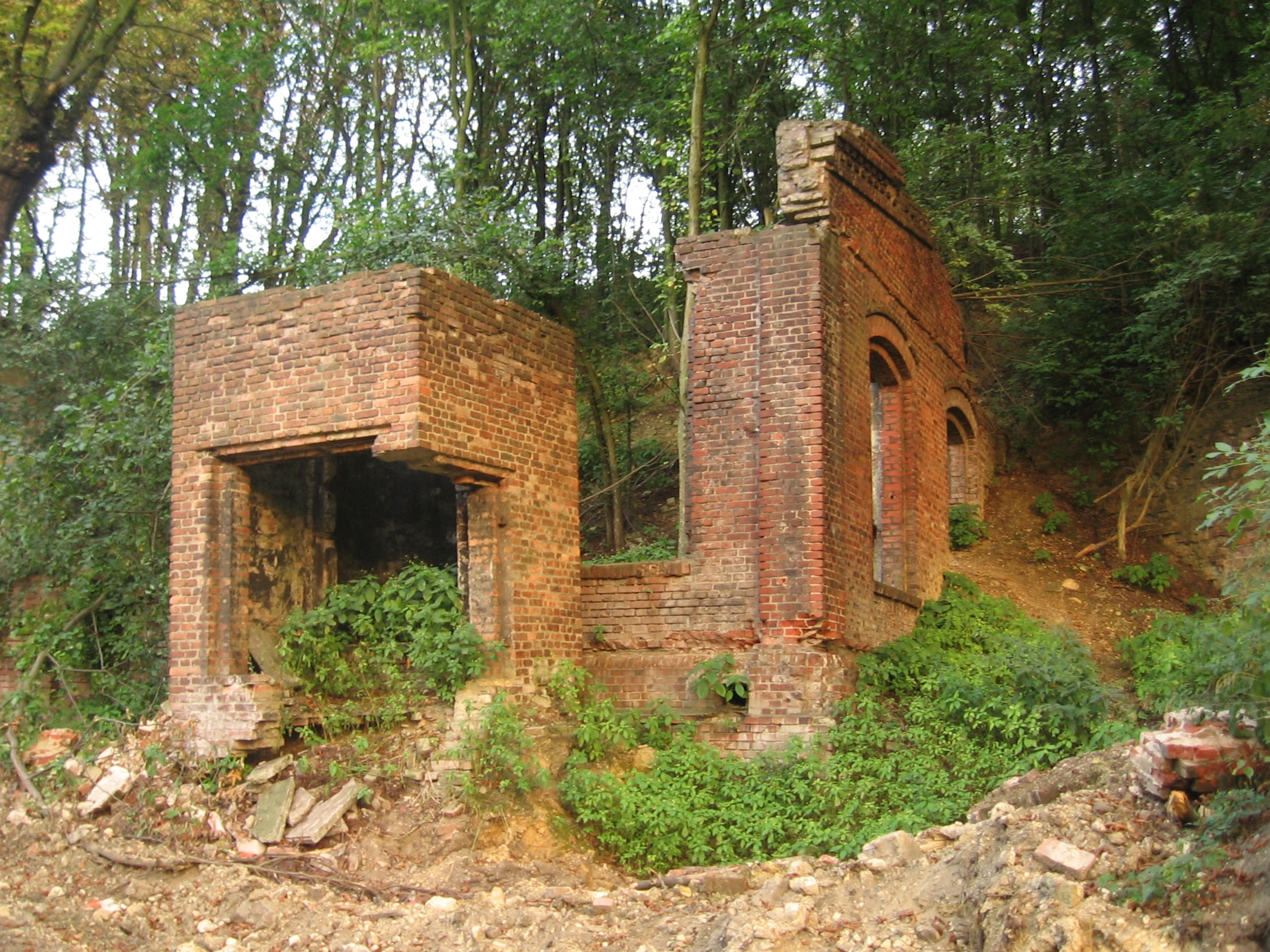
Pozostałości zabudowań pokopalnianych w 2017 roku

Likwidację kopalni rozpoczęto oficjalnie 1 stycznia 1997 roku . Dawna kopalnia Łagiewniki została ostatecznie zlikwidowana w latach 90. XX wieku , a kopalnię Rozbark, wówczas Zakład Górniczy Bytom II  zamknięto 31 lipca 2004 roku i rozpoczęto jego fizyczną likwidację .

## Zaplecze socjalne

### Mieszkania dla pracowników
Z racji niemal ciągłych niedoborów pracowników, konieczne było zatrudnianie osób zamiejscowych, których lokowano w hotelu robotniczym przy ul. Łagiewnickiej.
Dla osób miejscowych kopalnia przeznaczyła w 1945 roku 69 budynków o łącznej liczbie 1718 izb, których stan techniczny był zły – były to stare, zaniedbane przez lata obiekty. W latach 50. poddano remontowi 14 z nich.
Konieczność zwiększenia puli mieszkaniowej sprawiła, że kopalnia otrzymała w latach 50. od Dyrekcji Budowy Osiedli Robotniczych 265 mieszkań o 696 izbach. W 1954 roku kopalnia miała do dyspozycji 74 budynki mieszkalne.
Następne inwestycje mieszkaniowe to: powstanie 8 domków dwurodzinnych oraz budowa w latach 60. 3 większych budynków mieszkalnych.

### Organizacja wypoczynku po pracy

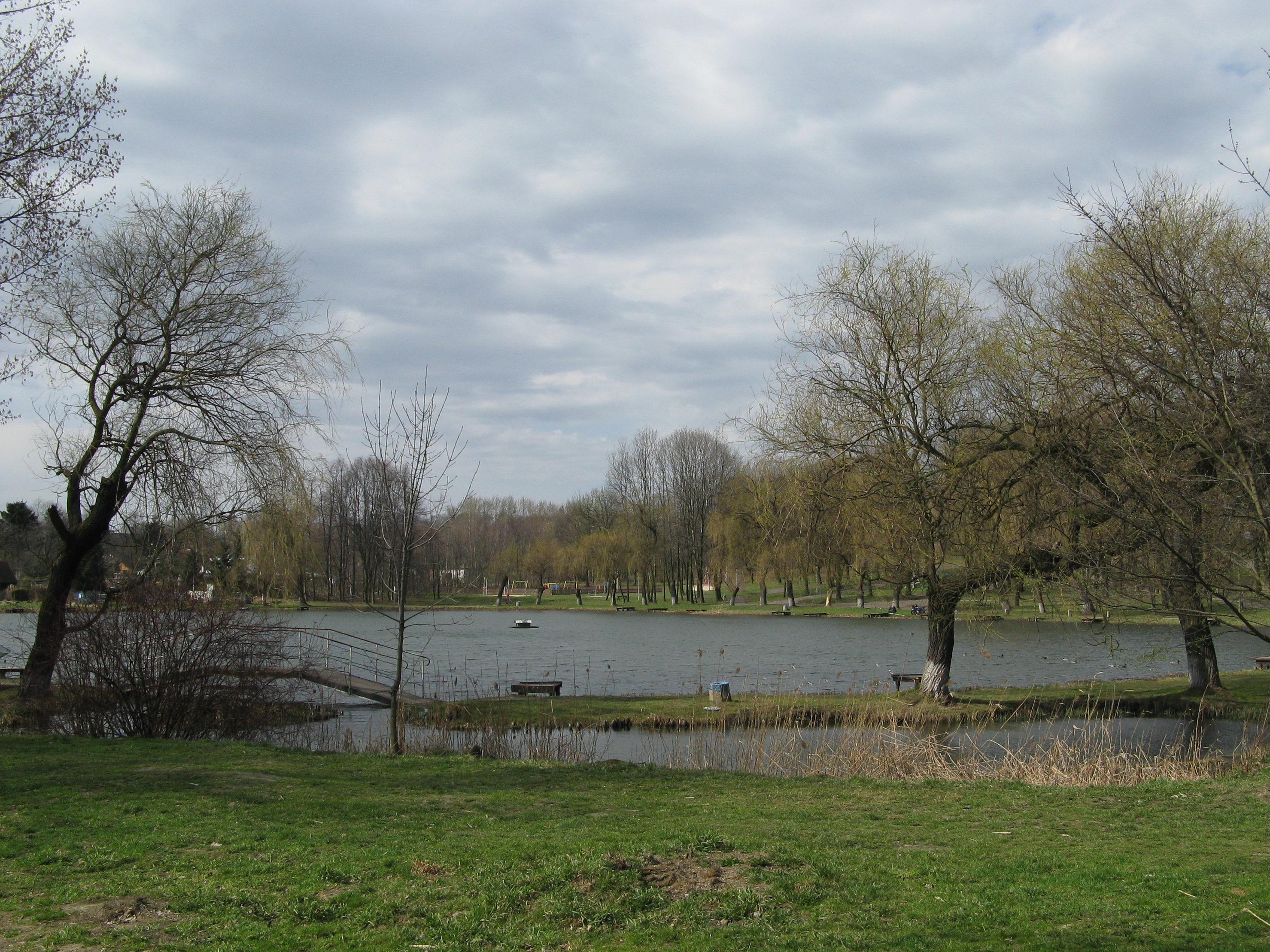
Park Amendy w 2018 roku

Kopalnia wraz z pobliską Hutą Zygmunt zainwestowała w park wypoczynkowy w Łagiewnikach (obecnie park Amendy ) o powierzchni 24 hektarów, gdzie zrewitalizowano staw, stworzono przy nim przystań kajakową, kawiarnię, wypożyczalnię sprzętu sportowego, a także wybudowano amfiteatr i basen kąpielowy.
Ponadto na terenie dzielnicy Łagiewniki założono kilka ogródków jordanowskich, założono również w 1964 roku lodowisko przy Zasadniczej Szkole Górniczej.

## Budowa geologiczna obszaru górniczego
Formacje geologiczne tworzące obszar KWK Rozbark i KWK Łagiewniki to:
- piaski czwartorzędowe, gleby humusowe o miąższości do 6 m,
- trzeciorzędowe piaski wychodzące na powierzchnię i nieprzepuszczalne iły margliste o łącznej miąższości w granicach 2–50 m,
- triasowy wapień muszlowy w postaci margli i spękanych, przepuszczalnych dolomitów płytkowych warstw tarnowieckich, pod nimi seria z blendą i galeną (złoże eksploatowane przez Zakłady Górniczo-Hutnicze Orzeł Biały w Brzezinach Śląskich) w spągu serii siarczkowej występuje nieprzepuszczalny wapień falisty, tworzący iły witriolowe – miąższość wapienia muszlowego około 100 m; poniżej trias dolny: wapienie, margle i dolomity, łączna miąższość warstw triasowych to 140–200 m w Rozbarku a maks. 80 m w Łagiewnikach.
- formacje karbonu produktywnego:
  - grupa łękowa: warstwy rudzkie – pokłady węgla 403-419, naprzemianległe warstwy łupków i piaskowców o łącznej miąższości do 350 m,
  - grupa siodłowa: warstwy siodłowe – pokłady węgla 501-510 z piaskowcami, łupkami i zlepieńcami o łącznej miąższości ok. 160 m,
  - grupa brzeżna: warstwy porębskie – pokłady węgla 605-620 z piaskowcem, zlepieńce i piaskowce bezpokładowe – średnia miąższość ok. 400 m.

Warstwy węgla w środku niecki bytomskiej zalegają niemal poziomo, przy północnej granicy występuje nachylenie do maks. 10°. Warstwy układają się w przybliżeniu z kierunkiem osi niecki, tj. z NWW na SSE. Karbońskie złoże cechuje skomplikowana tektonika, co jest częściowo związane z niezgodnym zaleganiem utworów triasowych, przecina je sieć uskoków, z których najważniejsze znaczenie mają: uskok radzionkowski, wschodni, Lompa, południowy, Barbara.
Złoże karbońskie jest poprzecinane licznymi uskokami, z których największe znaczenie mają: uskok południowy o przebiegu SWW-NEE, uskok o przebiegu SWW-NEE obok szybu Marta, uskok o kierunku NS, na zachód od szybu Damrota, uskok przebiegający na południe i zachód od szybów Rycerskich, uskok o kierunku SWW-SWW, na zachód od szybów Karola Miarki, uskok radzionkowski o kierunku N-S oraz uskok o kierunku NWW-SE.